# Victor Feddersen
Victor Feddersen, né le 31 janvier 1968 à Gentofte, est un rameur danois, double médaillé olympique.

## Biographie

### Palmarès

#### Aviron aux Jeux olympiques
- 1996 à Atlanta,  États-Unis
  -  Médaille d'or en quatre sans barreur poids légers[1]
- 2000 à Sydney,  Australie
  -  Médaille de bronze en quatre sans barreur poids légers[1]